# Wet Seal

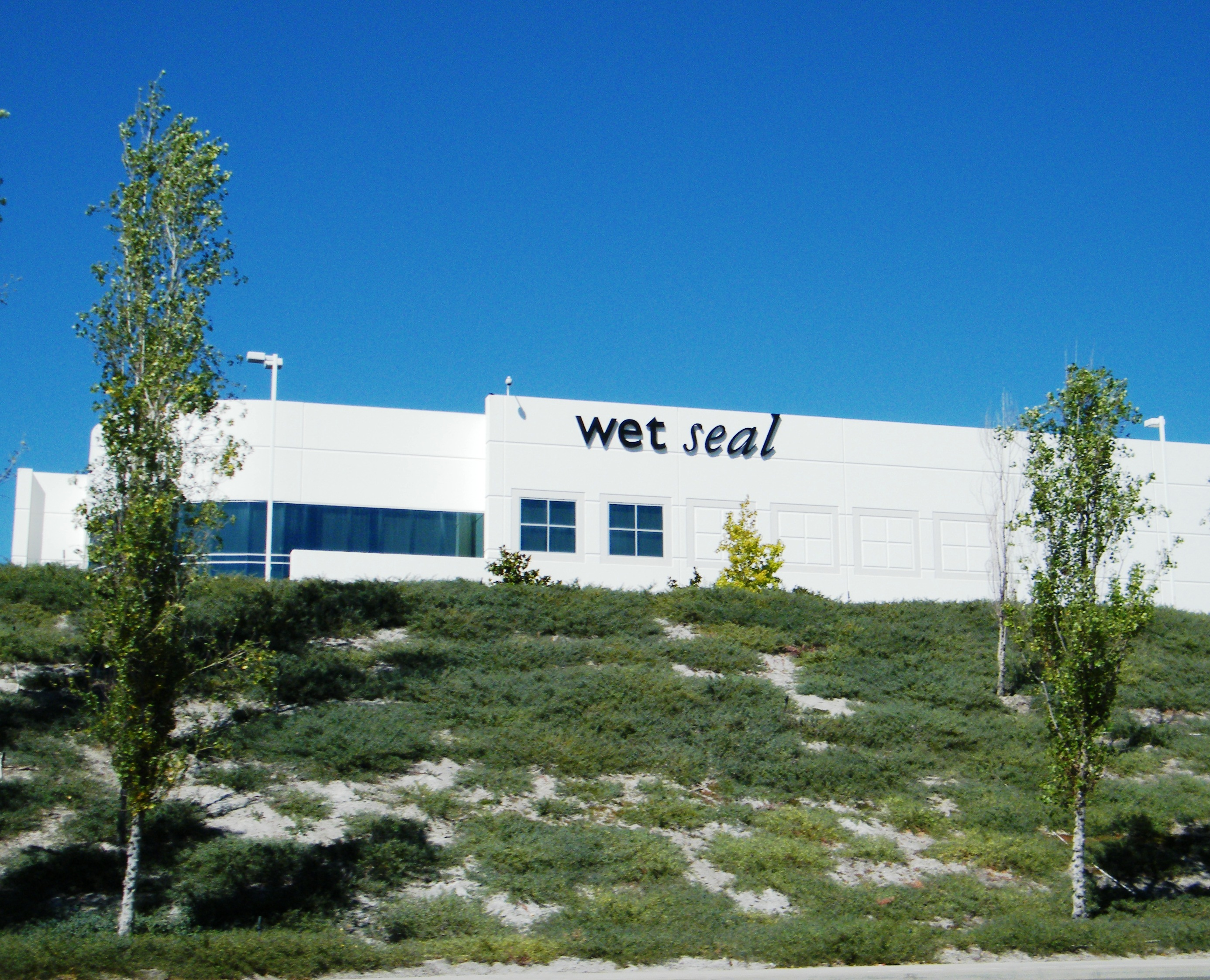
Sede de Sello mojado en Rancho de Estribación

Wet Seal es el minorista de ropa para mujeres jóvenes con sede en Foothill Ranch, California. La ropa es de bajo presupuesto por lo tanto no afecta la economía el adquirir ropa diseñada por la compañía y los accesorios. La empresa fue fundada en Newport Beach, California por Lorne Huycke en 1962 como "Lorne's." El nombre de "Wet Seal" viene de un comentario de Lorne Huycke que hizo durante un desfile de moda comentando que un modelo que llevaba un traje de baño parecía un "wet Seal". La compañía fue incorporada como Wet Seal en 1990.
En 1995, Wet Seal adquirió 237 tiendas de Contempo Casual desde el Neiman Marcus Group. Contempo Casuals seguiría utilizando su propio nombre hasta 2001, cuando las tiendas restantes fueron convertidos en tiendas Wet Seal. Entonces, la empresa puso en marcha la marca Arden B. en noviembre de 1998 y ha cambiado la mayoría de los nombres Contempo Casual a Arden B. En junio de 2010, la Traslación de Wet Seal fue anunciado. El 22 de noviembre de 2006, Wet Seal tiene 428 ubicaciones en 48 estados y Puerto Rico. En 2014, la empresa tenía 478 tiendas Wet Seal y 54 tiendas de Arden B. También en 2014 Wet Seal anunció que cerró todas las tiendas de Arden B en 2015. 

El Wet Seal, Inc. y sus filiales operan como una cadena de tiendas especializadas de ropa y de accesorio para las mujeres en los Estados Unidos. Operan en tres cadenas en centros comerciales de tiendas de minoristas de Wet Seal, Arden B, y Blink por marcas Wet Seal. Las tiendas Wet Seal de la compañía ofrecen ropa y accesorios para las adolescentes. Las tiendas de Arden B ofrecen colecciones femeninas, contemporáneos de moda y accesorios hasta 2015. Las tiendas Blink se centran en productos de mezclilla para el mismo mercado adolescente como Wet Seal, pero las dimensiones de la tienda son de 1600 pies cuadrados (150 m²) frente a los 4000 pies cuadrados (370 m²) de Wet Seal. También opera tiendas basadas en la Web, que incluyen www.wetseal.com que ofrece mercancía Wet Seal; y www.ardenb.com, que ofrece ropa Arden B y accesorios. Al 30 de enero de 2010, la compañía operaba 504 tiendas en 47 estados, incluyendo 424 tiendas de Wet Seal y 80 tiendas de Arden B. El Wet Seal, Inc. fue fundada en 1962 y tiene su sede en Foothill Ranch, California.
La cadena hizo un intento fallido de comprar County Seat en 1996.
Wet Seal normalmente sirve la misma audiencia y compite con Forever 21, y Charlotte Russe.
En 2013, Wet Seal despidió a 35 empleados, en su mayoría, en la sede debido a la competencia de Forever 21 para ahorrar $ 3.8 millones al año.

En 2013, Wet Seal llegó a un acuerdo de $ 7.5 millones con los demandantes minoritarios que denunció que los gerentes de la empresa dirigida despidiera a los empleados afroamericanos que pensaban no encajaban en la imagen de marca de la compañía, que es la "mirada Armani, blanco, cabello rubio y ojos azules. "

En enero de 2015, debido a que aumentó la competencia en el sector de ropa de adolescente, Wet seal disminuyó el número de tiendas, a pesar de anteriormente haber indicando a los empleados que el outlet se quedaría abierto. Los empleados respondieron a este procedimiento de terminación por poner señales en las ventanas de frente que perfilan la manera que la administración de Wet Seal comunicó las clausuras al personal y la supuesta compensación recibió.
A pesar de que las tiendas estaban cerrando y el precio de las acciones de WTSL bajó a $ 0,06, la empresa decidió aumentar el director financiero, Tomás Hillebrandt pago por $ 95.000. 

El 16 de enero de 2015, la compañía se declaró en la protección del Capítulo 11 de bancarrota.